# Edo Zanki
Edward Zanki (Zadar, 19 oktober 1952 - 1 september 2019) was een uit Kroatië afkomstige Duitse muzikant, zanger en producent.

## Jeugd
Met zijn beide oudere broers maakte hij wilde huismuziek met alles wat rondslingerde. De familie Zanki verhuisde met de 5-jarige Edward naar Duitsland in een kamer van twaalf vierkante meter in een van de barakken van het opvangkamp Zirndorf en later naar Karlsdorf-Neuthard bij Bruchsal, waar zijn vader een werkplek vond. Zijn broer Vilko werd beroepsmuzikant en haalde de 14-jarige als toetsenist in zijn bands, die Edo und die Markees en Edo and Friends heetten. Samen met Vilko schreef Edo Zanki enkele jaren later zijn eerste songs voor Joy Fleming en Peter Horton.

## Carrière
Edo Zanki werd bij een breed publiek bekend als componist van de song Fruits of the Night van Tina Turner van haar eerste soloalbum Rough uit 1978. In 1983 scoorde hij opnieuw een hit met de door Ulla Meinecke gezongen song Die Tänzerin. Op de opname is hij te horen met solozang in het e-piano-interludium en trad daarmee ook als zanger op de voorgrond. Tijdens de jaren 1990 werd hij bij een jonger publiek bekend door de samenwerking met Xavier Naidoo en de Söhne Mannheims. Hij werkte bovendien vele jaren samen met Cae Gauntt en 4 Your Soul.
Zanki kreeg bij Global Records een solistencontract. Als Edward Zanki vertolkte hij Caroline en andere covers van Britse en Amerikaanse origine.
Onder de artiestennaam Don Anderson probeerde hij vanaf 1972 een nieuwe sound. Met Feelin' Alright van Dave Mason beschreef hij zijn eerste solo-lp, waarop naast Joy Fleming talrijke leden van de latere Ralf Nowy Group meewerkten, waaronder Keith Forsey en Paul Vincent. Een jaar later verscheen de lp The Eagle Flies, die door de critici niet bepaald goedgunstig werd ontvangen.
Na uitstekende reacties op de plaat Jump Back presenteerde Fritz Rau (Lippmann + Rau) Zanki en band naast Snowball, Lake, Nina Hagen en Udo Lindenberg onder andere bij twee open-air-concerten begin augustus 1979 in Pforzheim en Loreley. Rau gaf Zanki nog een verdere kans, zich te profileren en liet hem voor bijna 70.000 toeschouwers het muzikale voorprogramma vooraf aan het optreden van The Who op het Neurenbergse Zeppelinfeld openen.
In 1982 produceerde Zanki met Herbert Grönemeyer het album Total Egal en in 1983 Gemischte Gefühle.
In 1999 nam Zanki enkele liveconcerten op van Sabrina Setlur en Xavier Naidoo en mengde deze voor meerdere tv-programma's. In Naidoo's liveband speelden ook twee leden van Zanki's band en er ontstond het idee van een livealbum van Naidoo, dat Zanki produceerde en goud werd. In hetzelfde jaar begon de samenwerking met de Söhne Mannheims en de eerste songs voor Zanki's nieuwste album ontstonden.
In 2000 werd het album Zion en ook diverse singles van de Söhne Mannheims afgewerkt en succesvol uitgebracht. Parallel daaraan ontstond Zanki's elfde soloalbum Die ganze Zeit, dat in januari 2001 werd afgewerkt en in maart 2001 werd uitgebracht. Voorafgaand verscheen de single Gib mir Musik, een coverversie van het nummer Viertel vor Neun … van de lp Jetzt komm ich. Hierbij werd hij naast de Söhne Mannheims en Naidoo ook ondersteund door Rolf Stahlhofen, Sasha en Till Brönner.
In het voorjaar van 2001 trad Zanki op bij enkele concerten van de Zion-tournee met de Söhne Mannheims. Ook toen de Söhne als voorband in Keulen en München optraden, was Zanki erbij. In april ging Zanki op tournee met de bezetting Bo Heart (keyboards), Neil Palmer (keyboards), Ali Neander (gitaar), Susanne Vogel (basgitaar), Ralf Gustke (drums) en de speciale gasten Yvonne Betz (zang), Helena Paul (zang) en Butch Williams (zang). Tijdens enkele concerten werden Zanki & Friends daarbij ook ondersteund door Xavier Naidoo en Rolf Stahlhofen. Na enkele open-air concerten tijdens de festivalzomer werd in de herfst de Gib-mir-Musik-Tour vervolgd, echter deze keer zonder koor en prominenten. Een hoogtepunt in 2004 was het gezamenlijke optreden met de Bosnische zanglegende Dino Merlin voor 50.000 toeschouwers in het Kosevo stadion in Serajevo. De beide zangers presenteerden hun samen geproduceerde song Verletzt.
Nadat hij meerdere jaren bij verschillende muzikale projecten was betrokken, onder meer als muzikaal directeur bij Afrika, Afrika van André Heller, dat een succes werd in geheel Europa, bracht hij in 2008 het album Alles was zählt uit. Zowel de titelsong als Wir zünden die Nacht an en Weit übers Meer kwamen uit de pen van songwriter en reclameschrijver Ralf Maier, die al voor vroegere producties van Zanki had geschreven en gecomponeerd, waaronder Komplizen, 10 en Die ganze Zeit. Bovendien gaf Zanki een gastoptreden op het nieuwe album van Thomas D. Voor diens album Kennzeichen D stuurde hij de song Wir brauchen dich bij, waarbij hij ook te horen is. In 2008 had hij ook songs geproduceerd en opgenomen voor het nieuwe album van Sasha, dat verscheen in februari 2009.
Van januari tot mei 2010 trad hij live op in dubbelconcerten met Julia Neigel met het project Rock 'n Soul-Tour. Ter gelegenheid van de 20e verjaardag van de dag van de Duitse eenheid op 3 oktober 2010 speelde Zanki samen met Neigel en Ulla Meinecke voor meer dan 100.000 toeschouwers voor het Brandenburger Tor in Berlijn.
Van de herfst 2010 tot het voorjaar van 2011 was Zanki op tournee met zijn kleine band. Deze tournee had de naam Hautnah en vond plaats in de intieme sfeer van kleine clubs, waar Zanki zowel eigen songs als ook zijn lievelingsnummers van andere artiesten speelde. In april 2011 verscheen zijn nieuwe album Zu viele Engel, waarop onder andere een duet voorkomt met Julia Neigel met de Rio Reiser-cover Lass uns ein Wunder sein.

## Onderscheidingen
RSH-Goud
- 1991: in de categorie "Newcomer National"

## Discografie

### Singles
- 1971: Donna Felicita (als Edward Zanki)
- 1972: Beautiful Sunday (als Don Anderson, Duitse versie, origineel: Daniel Boone, 1972)
- 1972: Ich komm zurück nach Amarillo (Is This The Way to Amarillo) (Duitse versie, origineel: Tony Christie, 1971)
- 1979: Mae's Hotel (als Zanki)
- 1980: Here Comes the Night (als Zanki)
- 1983: (Gestern Nacht war ich in) Afrika
- 1984: Der Grund bist du
- 1985: Du hast ’ne Ladung Dynamit (met Ina Deter)
- 1985: Süße Lügen
- 1986: Dein roter Mund
- 1987: Wenn man Freunde hat (met Caterina Valente, Gianni Morandi en Joy Fleming)
- 1990: Uns bleibt die Nacht
- 1991: Wenn unsre Liebe noch lebt
- 1991: Lieber auf und ab – Remix '91
- 1992: Lieben – Wer weiß schon wie das geht
- 1992: Ich muß verrückt sein
- 1992: Wie gut
- 1994: Wilde Orchideen (Ich will dich für immer)
- 1994: Funken fliegen
- 1994: Deine Augen
- 1995: Mach es mit mir
- 2001: Gib mir Musik (en vrienden)

### Albums
- 1972: Feelin’ Alright (als Don Anderson, met Joy Fleming)
- 1973: The Eagle Flies (als Don Anderson and Friends)
- 1977: Jetzt komm’ ich (als Zanki, ook verschenen in de Engelse taal)
- 1979: Jump Back (als Zanki)
- 1980: Here Comes the Night
- 1983: Wache Nächte
- 1984: Gib mir Musik (livealbum, opnamen: Konzerthaus Karlsruhe en Alte Feuerwache, Mannheim, 1 en 2 november 1984)
- 1985: Ruhig Blut (als Zanki)
- 1990: Und wir kriegen uns doch
- 1992: Ich muss verrückt sein
- 1994: Komplizen
- 1995: 10
- 2001: Die ganze Zeit
- 2008: … alles was zählt
- 2009: Die Bewegungen sind lächerlich, aber das Gefühl ist maximal! (livealbum)
- 2009: 82-92 (compilatie)
- 2011: Zu viele Engel
- 2012: Hautnah

- Gemeinsame Normdatei: 134563662
- International Standard Name Identifier: 0000 0000 5577 7811
- Library of Congress Control Number: no98019872
- MusicBrainz: 9ab44c29-be27-46fe-8edd-68b53bb6f9bf
- Virtual International Authority File: 79673438
- WorldCat: E39PBJcWtqrfRqb6Jdy6YTRR8C